# كلاوديو كيستينر
كلاوديو كيستينر (بالبرتغالية: Cláudio Kestener‏) (مواليد 20 ديسمبر 1961) هو سبّاح برازيلي، مثّل بلاده في الألعاب الأولمبية الصيفية 1980.

## روابط خارجية
كلاوديو كيستينر على موقع أوليمبيديا (الإنجليزية)